# Mosses (Alabama)
Mosses é uma cidade  localizada no estado americano do Alabama, no Condado de Lowndes.

## Demografia
Segundo o censo americano de 2000, a sua população era de 1101 habitantes.
Em 2006, foi estimada uma população de 1047, um decréscimo de 54 (-4.9%).

## Geografia
De acordo com o United States Census Bureau, a localidade tem uma área de 12,4 km², sem área coberta por água.

## Localidades na vizinhança
O diagrama seguinte representa as localidades num raio de 24 km ao redor de Mosses.